# Ian Dury

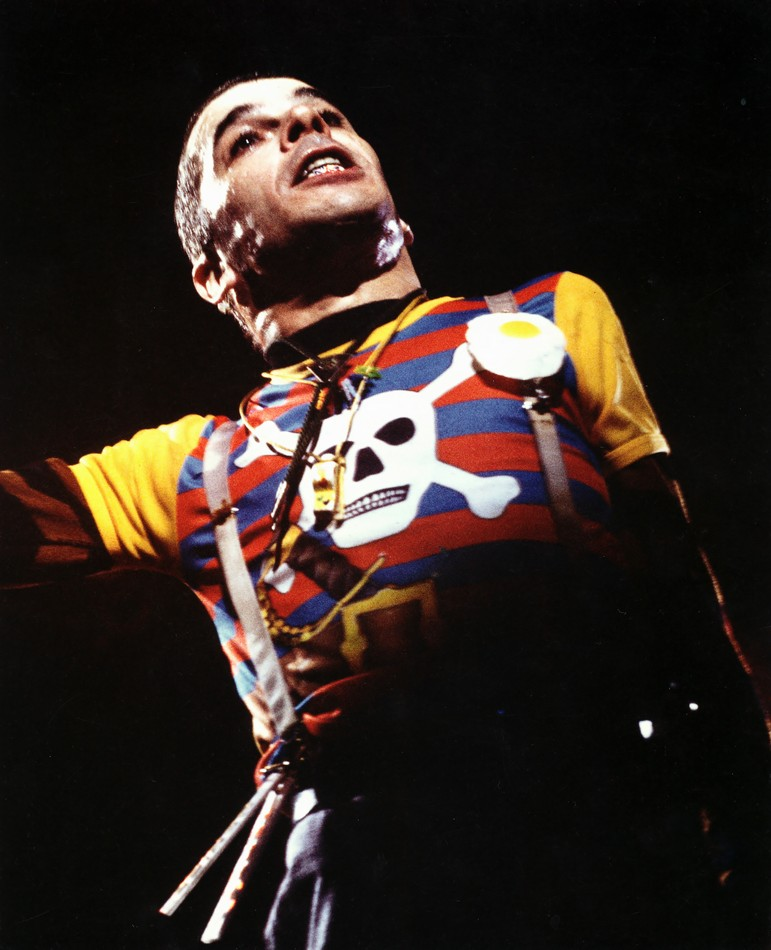
Ian Dury.

Ian Robins Dury (Harrow, 12 de mayo de 1942 - Londres, 27 de marzo de 2000) fue un cantante de rock y actor inglés, que fue además compositor y líder de la banda británica Ian Dury & The Blockheads. Tuvo mucha fama en los años setenta durante la era punk y new wave, en donde supo combinar estilos como el funk, el reggae y el punk rock con un estilo jocoso y festivo.

## Biografía
Dury nació el 12 de mayo de 1942 en la localidad de Harrow, en ese momento en Middlesex, ahora Gran Londres. En su niñez sufrió la polio, hecho que condicionó su físico. Su padre, William George Dury  fue un ex boxeador, conductor de autocar y autobús, y chófer de Rolls-Royce. Su madre, Margaret "Peggy" Cuthbertson Walker,  era visitadora sanitaria, hija de un médico y nieta de un terrateniente protestante del Ulster en East Donegal. Bill y Peggy se casaron en 1939 y se establecieron en Belsize Park, Londres.
Después de la Segunda Guerra Mundial, la familia se mudó brevemente a Suiza, donde el padre de Ian trabajaba de chofer para un millonario y la Unión Europea Occidental. En 1946, Peggy trajo a Ian de vuelta a Inglaterra y se mudaron a Cranham,  cerca de Upminster en Essex, para vivir con las hermanas de Peggy. Aunque veía a su padre en las visitas, nunca volverían a vivir juntos.  A los siete años, Dury contrajo polio y tras seis semanas de aislamiento en la Royal Cornwall Infirmary de Truro, Ian fue trasladado en ambulancia de vuelta a Essex, al hospital Black Notley de Braintree, donde pasó dieciocho meses recuperando la fuerza y la movilidad. La poliomielitis le causó una parálisis en el lado izquierdo del cuerpo que le provocó una discapacidad permanente.
Asistió a una escuela especial para discapacitados y luego pasó a la Royal Grammar School de High Wycombe. Dejó la escuela a los 16 años, después de haber alcanzado los niveles GCE 'O' en Lengua Inglesa, Literatura Inglesa y Arte para estudiar arte y diseño en el Walthamstow College of Art, donde conoció a su amigo de toda la vida, el artista pop y profesor Peter Blake.  En 1963, Ian comenzó una maestría en pintura en el Royal College of Art, graduándose en 1966.

## Trayectoria
En 1967 Dury participó en una exposición colectiva, "Fantasía y figuración", junto a Elizabeth Rathmell, Pat Douthwaite, Herbert Kitchen y Stass Paraskos en el Instituto de Artes Contemporáneas de Londres. Entre 1966 y 1973 fue profesor de arte en el Luton College of Technology y en el Canterbury College of Art.  También pintó ilustraciones comerciales para The Sunday Times a principios de los años 1970.
A comienzos de los años 1970 participó en varios proyectos pub-rock, entre ellos Kilburn and The High Roads, con quienes se curtió actuando en vivo en pequeños locales. y tocaron su primer concierto en la Escuela de Arte de Croydon el 5 de diciembre de 1971. Dury era vocalista y letrista, coescribía con el pianista Russell Hardy y luego inscribió en el grupo a varios de los estudiantes que estaba enseñando en el Canterbury College of Art (ahora la Universidad para las Artes Creativas ), incluido el bajista Humphrey Ocean.
El grupo, con la representación de Charles Gillet, llegó a grabar en Dawn un LP denominado Handsome (1975), el cual fue producido por Cris Thomas y Hugh Murphy. En 1975 los High Roads se separaron e Ian comenzó a grabar con Stiff Records en plena explosión punk en el Reino Unido.
El sencillo "Sex & Drugs & Rock & Roll", lanzado el 26 de agosto de 1977, marcó el debut de Dury con Stiff Records. Aunque fue prohibido por la BBC, fue nombrado Sencillo de la Semana por NME en su lanzamiento.  El sencillo fue seguido poco después, por el álbum «New Boots and Panties!!» , que alcanzó el disco de platino. Su primer álbum como Ian Dury, quien giró al lado de gente como Elvis Costello o Nick Lowe en la célebre Live Stiffs, disco ecléctico (rock’n’roll, pop, new wave, music hall, entre otros géneros) y simpático (el sentido del humor de Dury es siempre apreciable en su escritura) que se convirtió en un gran éxito en Inglaterra gracias a temas como Sweet Gene Vincent o Wake Up and Make Love with Me, cortes escritos por Dury junto a Chaz Jankel, habitual colaborador en la composición y ex componente también de Kilburn and The High Roads.
Fuera del LP (en reediciones posteriores se añadirían a los discos como bonus tracks), Ian editó sencillos como What a Waste (número 5 en Inglaterra), el mítico y bailable tema Sex and Drugs and Rock’n’Roll, Hit Me with Your Rhythm Stick, canción que llegó al número 1 en Gran Bretaña, o Reason to Be Cheerful (número 3).

## Ian Dury and the Blockheads
Dos años después de New Boots and Panties!! apareció Do it Yourself (1979), el segundo disco de larga duración de Dury, ya acreditado en portada su banda de acompañamiento, The Blockheads, que estaba compuesta en principio por el citado guitarrista Chaz Jankel, el bajista Norman Watt-Roy, el baterista Charlie Charles, el teclista Mick Gallagher y el guitarra John Turnbull. Más tarde se uniría al grupo el saxofonista Davey Payne.
El álbum mostraba tendencias disco e incluía piezas como Inbetweenies, Don't Ask Me o Waiting for your Taxi. Tras este trabajo y antes de ponerse a grabar el siguiente se produjo una importante baja en el grupo. Jankel decidió intentar una carrera en solitario. Su sustituto fue Wilko Johnson, guitarrista de Dr. Feelgood. Después de Laughter (1980), disco que contenía el sencillo Superman's Big Sister, Ian Dury terminó con sus grabaciones en Stiff y también con lo mejor de su carrera musical.
Fichó por Polydor y sin los Blockheads grabó Lord Upminster (1981), un LP poco meritorio producido por Robbie Shakespeare y Sly Dunbar que incluía temas como Spasticus Autisticus o The Body Song. El mal recibimiento de este trabajo calmó sus ansias musicales. Tres años tardó en regresar a las tiendas de discos. Durante ese período volcó su talento principalmente en el mundo de la interpretación. El álbum 4000 Weeks' Holiday (1984), un disco en el que aparecía acompañado por los Music Students, tampoco pudo recuperar al Dury de sus primeras grabaciones.
En el año 1986 debutó como actor cinematográfico con Piratas de Roman Polanski. A la que siguieron, Rocinante (1987), Corazones de fuego (1987) o El cocinero, el ladrón, su mujer y su amante (1989) fueron otras películas en las que apareció Dury, quien también dedicó su tiempo, entre otras cosas, a escribir música para anuncios publicitarios.
Con The Bus Driver’s Prayer & Other Stories (1992) volvió al mundo de la música en la década de los años 1990.
Unos años después de la aparición de este disco se le confirmó el padecimiento de una grave enfermedad: cáncer de colon, hecho que no le impidió seguir participando en el cine, interviniendo en títulos como El juez Dredd (1995) o El Cuervo: Ciudad de ángeles (1996). En 1998 se reunió de nuevo con los Blockheads para grabar su último LP, Mr. Love Pants (1998). Ian Dury y los Blockheads reanudaron sus giras, con Dylan Howe sustituyendo a Steven Monti en la batería. Davey Payne dejó el grupo definitivamente en agosto y fue sustituido por Gilad Atzmon. Esta formación actuó durante 1999, culminando en su última actuación con Ian Dury el 6 de febrero de 2000 en el London Palladium. Dury falleció seis semanas después, el 27 de marzo de 2000, a la edad de 57 años.

## Legado
El hijo de Dury, Baxter Dury, también es cantante. Cantó algunas de las canciones de su padre en el velatorio tras el funeral, y ha publicado seis álbumes propios, entre ellos It's a Pleasure (2014), Prince of Tears (2017) y The Night Chancers (2020).

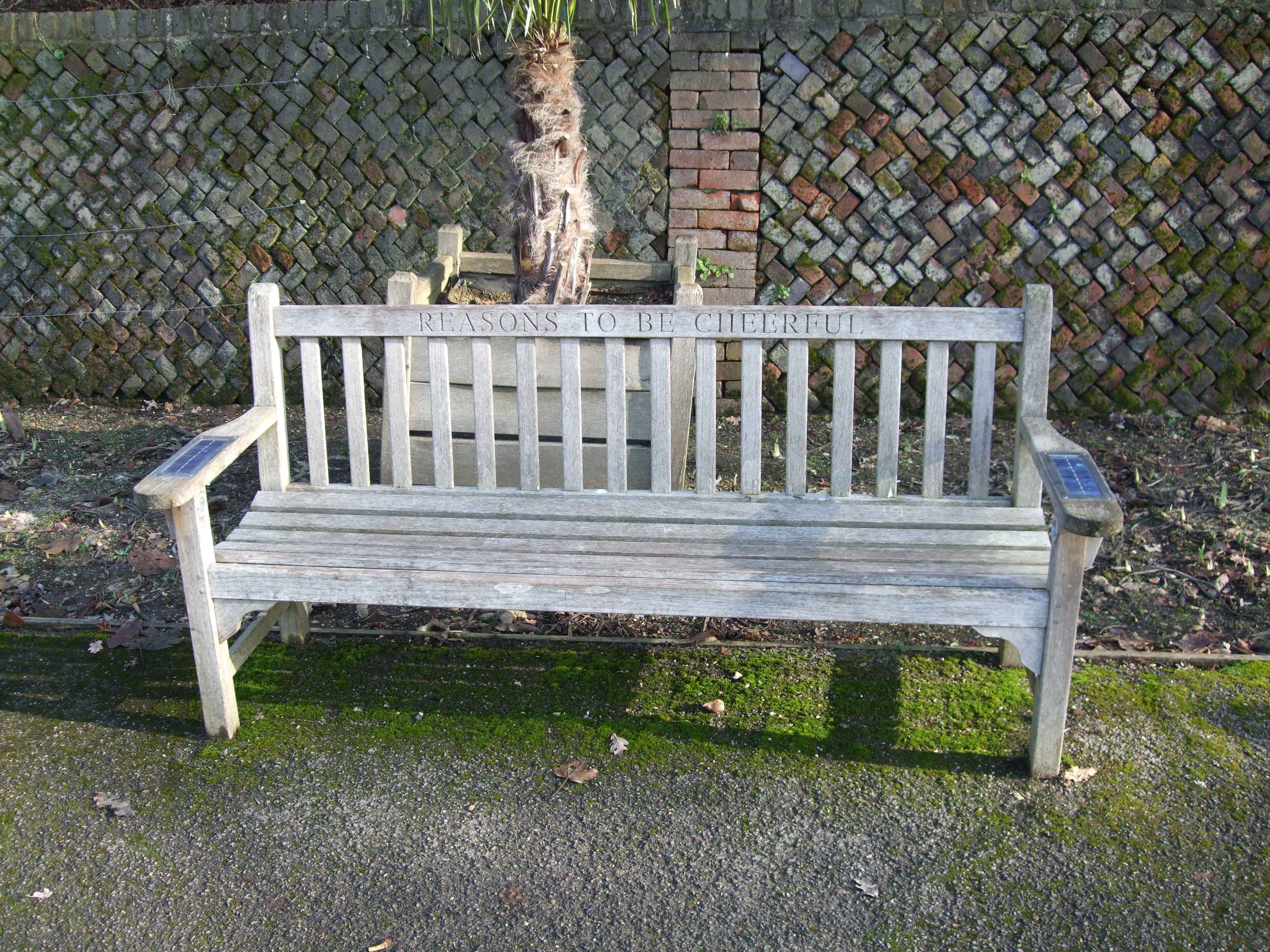
Banco en memoria de Ian Dury, en Richmond Park

En 2002, Jemima Dury organizó un «banco musical» diseñado por Mil Stricevic para colocarlo en uno de los lugares favoritos de Dury, en los jardines de Pembroke Lodge, en Richmond Park, al suroeste de Londres.
El respaldo del banco lleva inscritas las palabras "Reasons to Be Cheerful" (Razones para estar alegre), el título de una de las canciones de Dury. Los códigos QR de los brazos del banco permiten a los visitantes escuchar una lista de canciones suyas por un lado y su aparición en Desert Island Discs por el otro.
En 1999 se estrenó el documental autobiográfico On My Life, dirigido por Mike Connolly. La película, en la que Dury recuerda su vida y su carrera, intercalada con imágenes de conciertos, incluye contribuciones del pintor Peter Blake, Jemima y Baxter Dury, y miembros de los Blockheads. El programa se emitió por primera vez en 1999, y de nuevo en agosto de 2009 y marzo de 2025 en BBC Four.
Entre el 6 de enero y el 14 de febrero de 2009 se estrenó un musical sobre su vida, titulado Hit Me! The Life & Rhymes of Ian Dury, en el Leicester Square Theatre de Londres.
El 8 de enero de 2010 se estrenó una película biográfica titulada Sex & Drugs & Rock & Roll, protagonizada por Andy Serkis en el papel de Dury y nominada a varios premios. También aparecen Ray Winstone y Naomie Harris. El título de la película procede del single 7 de Dury de 1977 “Sex & Drugs & Rock & Roll”. También en 2010, el periodista musical Will Birch publicó Ian Dury: The Definitive Biography, que tuvo una buena acogida.
La Graeae Theatre Company produjo un musical, Reasons to be Cheerful, en asociación con el Theatre Royal Stratford East y el New Wolsey Theatre. Ambientado en 1979, el musical presentaba los clásicos de Dury en una «alborotada historia de madurez». La producción de 2010 contó con el apoyo de los Blockheads, mientras que Sir Peter Blake donó una edición limitada de la obra "Reasons to be Cheerful".
Entrevistado por el Evening Standard en 2010, su hijo Baxter dijo que su padre «era como un misil Polaris»... «Buscaba el punto débil de alguien en cuestión de segundos y se fijaba en él. Así controlaba su entorno. Era muy divertido, en cierto modo horripilante... si no era a ti a quien buscaba. Pero también era una extraña obsesión. Como, ¿por qué quieres ser así? En realidad nunca fue violento físicamente -era un tipo pequeño y discapacitado-, pero había mucha violencia mental".
En declaraciones a BBC Radio 2 en febrero de 2021, la estrella inglesa del pop Robbie Williams citó a Dury como su mayor inspiración como letrista. Williams canta en la canción final del álbum póstumo Ten More Turnips from the Tip.

## Discografía

### Sencillos y sus caras B
- Rough Kids / Billy Bentley – 1974
- Crippled With Nerves / Huffety Puff – 1975
- Sex and Drugs and Rock and Roll / Razzle In My Pocket – 1977
- Sweet Gene Vincent / You're More Than Fair – 1977
- Sex and Drugs and Rock & Roll / Two Stiff Steep Hills / England's Glory – 1977 (NME Give-a-way)
- What A Waste / Wake Up And Make Love With Me – 1978 (UK #9)
- Hit Me with Your Rhythm Stick / There Ain't Half Been Some Clever Bastards – 1978 (UK #1)
- Billy Bentley / Pam's Moods – 1978
- Reasons to be Cheerful, Part 3 / Common As Muck – 1979 (UK #3)
- I Want To Be Straight / That's Not All – 1980 (UK #22)
- Superman's Big Sister / You'll See Glimpses – 1980 (UK #51)
- Spasticus Autisticus / "Instrumental" – 1981
- Really Glad You Came / (You're My) Inspiration – 1983
- Very Personal / Ban The Bomb (1984)
- Hit Me With Your Rhythm Stick (re-mix) / Sex And Drugs And Rock And Roll / Reasons To Be Cheerful, Part 3 / Wake Up And Make Love With Me – 1985 (UK #55)
- Profoundly In Love With Pandora / Eugenius (You're A Genius) – 1985 (UK #45)
- Apples / "Byline Brown – 1989
- Sex and Drugs and Rock and Roll / Close to Home – 2007

### Álbumes
- Handsome - Kilburn and the High Roads (1975)
- Wotabunch! - Ian Dury & The Kilburns (1977)
- New Boots and Panties!! - Ian Dury (1977)
- Do It Yourself - Ian Dury & The Blockheads (1979)
- Laughter - Ian Dury & The Blockheads (1980)
- Lord Upminster - Ian Dury (1981)
- The Best Of Kilburn & The Highroads - Kilburn and the High Roads (EP, 1983)
- 4,000 Weeks' Holiday - Ian Dury & The Music Students (1984)
- Hold On To Your Structure - Ian Dury & The Blockheads (VHS en directo, 1985)
- Apples - Ian Dury (1989)
- Live! Warts 'n' Audience - Ian Dury & The Blockheads (álbum en directo, 1990)
- The Bus Driver's Prayer & Other Stories - Ian Dury (1992)
- Mr. Love Pants - Ian Dury & The Blockheads (1997)
- Straight From The Desk - Ian Dury and The Blockheads (en vivo en Ilford Odeon, 2001)
- Ten More Turnips From The Tip - Ian Dury & The Blockheads (póstumo, 2002)

## Filmografía (selección)
| Año  | Título                       | Título original          | Papel   | Notas |
| ---- | ---------------------------- | ------------------------ | ------- | ----- |
| 1988 | El enigma del hechicero      | The Raggedy Rawney       | Weazel  |       |
| 1992 | Segundo sangriento           | Splt Second              | Jay Jay |       |
| 1995 | Juez Dredd                   | Judge Dredd              | Geiger  |       |
| 1996 | El cuervo: ciudad de ángeles | The Crow: City of Angels | Noah    |       |